# Orthonama gracea
Orthonama gracea är en fjärilsart som beskrevs av Sperry 1949. Orthonama gracea ingår i släktet Orthonama och familjen mätare. Inga underarter finns listade i Catalogue of Life.